# Perdita ovaliceps
Perdita ovaliceps är en biart som beskrevs av Timberlake 1964. Perdita ovaliceps ingår i släktet Perdita och familjen grävbin. Inga underarter finns listade i Catalogue of Life.